# Х (трамвайний вагон)
Моторний вагон серії Х — серійний типовий зразок двовісного двостороннього високопідлогового трамвайного вагону для рухомого складу СРСР довоєнного часу. Вагони цього типу випускалися Митищинським і Усть-Катавським вагонобудівними заводами. У більшості міст моторний вагон серії Х працював з одним або двома причіпними вагонами серії «М». Останні будувалися на основі вузлів та деталей моторних вагонів, мали з ними сильну зовнішню схожість, але відрізнялися за низкою конструктивних рішень.
Вагони серій Х і М випускалися на різну колію та з різною довжиною кузова. У трамвайних господарствах радянських міст вагони Х та М працювали до початку 1970-х років, після чого були списані та утилізовані, приміром у Мінську у 1964-1965 роках та в 1966-1968 роках в Іжевську, трамвайне  управління якого активно переходило до Татри. Декілька вцілілих трамваїв цього типу (переважно моторних серії Х)  є музейним рухомим складом або несамохідними вагонами-пам'ятниками в різних містах України і Росії

## Історія
Після закінчення громадянської війни трамвайні господарства практично всіх радянських міст перебували на межі розвалу, а випуск трамвайного рухомого складу під час війни був зовсім припинений. Проте найперші мирні роки були відзначені зростанням економіки, у містах знову виникла потреба в удосконаленні та розширенні трамвайних господарств. Використовувались дореволюційні і відновлені трамвайні вагони. Однак багато з них були гранично переексплуатовані, а заміна зношених деталей і вузлів була вкрай проблематичною через різнотипність рухомого складу. Очевидною необхідністю було налагодження серійного випуску нових трамвайних вагонів єдиної (як тоді казали, нормальної) конструкції.
У 1925 році вирішено прийняти за нормальний зразок поїзд з двовісних моторного і причіпного вагонів з суцільнометалевими кузовами. У 1926 році на Митищинському машинобудівному заводі (нині «Метровагонмаш») були побудовані прототипи моторного і причіпного вагона, двома роками пізніше почалося їх серійне виробництво. Перша велика партія моторних вагонів була замовлена для столиці УРСР Харкова, тому тип моторних вагонів отримав позначення Х. Перше велике постачання причіпних вагонів припало на Москву, і причіпні вагони отримали серію М.
Незважаючи на «стандартне» найменування, серійні вагони виявилися різноманітними. Крім варіанта для стандартної колії 1524 мм, випускалися вагони для  колії 1435 мм (для Ростова-на-Дону) і для вузької «європейської трамвайної» колії в 1000 мм. Це вимагало випускати вагони з вузьким (2200 мм) кузовом; крім того, кілька міст замовили укорочені по довжині вагони, у яких замість восьми бічних вікон було лише шість. У 1934 рік випуск укорочених і вузькоколійних вагонів був завершений.
Велике завантаження Митищинського заводу випуском приміських електропоїздів, вагонів метрополітену для Москви, новітніх трамваїв М-38 і оборонної продукції призвело до припинення випуску стандартних трамвайних вагонів в 1937 році, а трамвайне виробництво перенесли на УКВЗ. З 1937 року обсяг випуску склав до 150 штук на рік.
У 1941 році було вдосконалено електро- та пневмообладнання для стандартних вагонів, першу (і останню) партію модернізованих «Х/М» поставили в Мінськ. Характерною їхньою зовнішньою ознакою була велика накладна зірка на огородженні лобового майданчика (пізніше це декоративне оформлення буде використано на повоєнних вагонах КТМ-1). У зв'язку з початком Великої Вітчизняної війни і необхідністю випуску на УКВЗ військової продукції виробництво трамваїв у червні 1941 року було зупинено.
За зразком вагонів серії Х було організовано випуск схожих трамваїв у Київі та Миколаєві, але вони (як і пізніші післявоєнні варіації) офіційно належали до іншої серії. Усього було випущено понад 2000 «стандартних» вагонів, і вони стали основним типом рухомого складу радянських трамвайних господарств у міжвоєнний період.

## Модифікації
Офіційно трамвайні вагони серій Х і М не мали модифікацій, але через їх призначення для господарств з різною колією, гб ьП Пт ЬВ СТ кузова, що варіюються, постійно вдосконалюваного обладнання можна нарахувати більше десяти можливих варіантів «стандартного» вагона Х. Можна додати вагони за зразком серії Х, які вироблялися малою серією в Київі, Миколаїві, Куйбишеві та Ярославлі. Тому вагони під серією Х розглядаються як вихідний довоєнний і модернізований післявоєнний варіанти з великою кількістю індивідуальних особливостей, що взаємоперетинаються.
- Початковий варіант вагона серії Х — двосторонній вагон, призначений для експлуатації на одноколійних і двоколійних лініях з поворотним кругом або трикутниками, так і на тупикових одноколійних лініях без них.
- Післявоєнний модернізований варіант вагона серії Х - односторонній вагон, призначений для експлуатації тільки на лініях з оборотними кільцями або трикутниками.
- Слід зазначити: двостороннє виконання робить вагон універсальним та забезпечує прискорену посадку/висадку пасажирів; це було плюсом при експлуатації на старих лініях, які часто залишалися від «конок». Але двостороння посадка/висадка передбачає відсутність або призупинення руху іншого транспорту повз трамваю, що зупинився. Це стало вирішальною обставиною на користь односторонніх вагонів.

## Опис конструкції
1 — рама візка
2 — напівеліптична ресора першого ступеня підвішування
3 — буксовий вузол
4 — бандаж колеса
5 — консоль візка
6 — напівеліптична ресора другого ступеня підвішування
7 — кузов (стрілка вказує на підніжку)
8 — запобіжні грати
9 — зчіпний пристрій
10 — маршрутні вогні

### Ходова частина
Ходова частина вагона Х являла собою вагонний візок рамного типу. Боковини рами виконувались із сталевого листа завтовшки 10—12 мм і з'єднувалися між собою кінцевими та середніми поперечними сталевими балками зі швелерів. У боковинах були вирізи на місцях встановлення букс; над вирізами встановлювалися коміри, що посилюють, на щелепах вирізів кріпилися змінні наличники. У вагонів ранніх випусків боковини рами мали отвори (для зменшення ваги рами); через недостатню надійність такої конструкції пізніше стали застосовуватися посилені візки з боковинами без отворів.
До поперечних балок рами прикріплювалися кронштейни для моторних траверз та осьового компресора, а до поздовжніх балок — кронштейни та підвіски гальмівних деталей. Елементи рами з'єднувалися клепкою або зварюванням. Оскільки обидві колісні пари підвішуються до рами, що дозволяє їх поворот навколо вертикальної осі, вся конструкція в зборі називається візком.
На вагоні були застосовані зовнішні букси з осьовими підшипниками ковзання; невелика кількість вагонів була випущена із роликовими підшипниками. Застосовувалося підвішування тягових двигунів опорно-осьового типу; двигуни спиралися з одного боку на відшліфовані ділянки осі колісної пари через моторно-осьові підшипники, з іншого — на моторні траверзи візка. Передача обертання здійснювалася одноступінчастим редуктором відкритого типу з роз'ємною веденою шестернею. Колісні пари підвішувалися до рами візка через надбуксове підвішування на напівеліптичних 6-листових або 8-листових ресорах, що дозволяло невеликі коливання осей колісних пар в поперечній вертикальній площині. Діаметр коліс становив 850 мм. Механічне гальмо вагона — колісно-колодкове, з двостороннім натисканням колодок; привід гальма - пневматичний (з одним гальмівним циліндром) і ручний.

### Кузов
Вагон Х мав кузов клепаної або клепано-зварної конструкції з металевим каркасом і несучими підвіконними листами товщиною 3 мм. Дах, віконні рами, двері та внутрішня обшивка виконувались з дерева. Дощата підлога настилалася на нижні профілі каркаса кузова і покривалася швидкозмінним рейковим покриттям. Кузов кріпився до консольних частин візка через напівеліптичні 9-листові або 10-листові ресори. Таким чином, щодо кузова колісні пари мали двоступінчасту схему підвішування — спочатку до візка (перший ступінь), а потім візок цілком до кузова (другий ступінь). Внутрішні дерев'яні елементи оздоблення салону вагона, як і набірні жорсткі сидіння з рейок, лакувалися. Для підвищення електробезпеки працюючого на даху персоналу її верх покривався брезентом. Зовні вагон на заводі фарбувався в одну з типових схем - білий верх, синій або червоний борт, чорні низ кузова і візок.
У всіх вагонів раннього випуску сидіння були поздовжніми (24 сидячі місця), майданчики відокремлювалися від салону перебірками із засувними дверима. У вагонів випуску після 1934 року зовнішні ширмові двері були замінені на стулчасті і була змінена планування салону. Зміни мали характер підвищення загальної місткості - замість поздовжніх сидінь були застосовані одиночні поперечні (16 місць) і для більш швидкої посадки-висадки пасажир скасовані переборки між салоном і майданчиками. Також є відомості про випуск вагонів з 32 сидячими місцями (з двомісними поздовжніми сидіннями в краях салону і з двомісними поперечними сидіннями в середній його частині).
На кінцях кузова встановлювалися два пости управління вагоном, кожен з яких мав контролер, колонку ручного гальма, кран управління гальмівною системою, щиток з контрольно-вимірювальними приладами (вольтметр і амперметр), Тумблер включення-вимкнення допоміжних ланцюгів вагона. Для відкриття і закриття дверей вагоновожатий зі свого місця користувався системою тяг і важелів, проте на місцях ці пристрої іноді знімалися.

### Пневмообладнання
Вагон обладнаний пневматичним прямодіючим гальмом; пісочниці, дзвінки та підвагонні запобіжні сітки (решітки) також мають пневматичний привід. Для зберігання запасу стисненого повітря служать два резервуари; один із них забезпечений запобіжним клапаном.
Джерелом стисненого повітря є компресор з приводом від однієї з осей вагона. Компресор обладнаний фільтром для очищення повітря та регулятором тиску. При досягненні встановленого тиску в резервуарах (4 кг/см2) регулятор тиску подає стиснене повітря до вимикача всмоктувального клапана компресора, який тоді блокується у відкритому положенні, і повітря, що всмоктується компресором, через клапан випускається назад у фільтр і далі в атмосферу (тобто компресор працює вхолосту). При зниженні тиску в резервуарах регулятор припиняє доступ повітря до вимикача клапана і відновлюється звичайна робота компресора. Оскільки осьовий компресор працює тільки на ходу, після тривалих стоянок тиск повітря в резервуарах знижується, і пневмообладнання вагона починає працювати не відразу після початку руху, що незручно та небезпечно. Тому в процесі експлуатації осьові компресори при можливості замінювалися на мотор-компресори з електропневматичним регулятором тиску.
Управління пневматикою здійснювалося тільки вагоновожатим, конструкція гальмівної системи не передбачала наявності стоп-крана і ввести його було досить складно.

### Електроустаткування
Вагон серії Х отримує електричну енергію від контактної мережі напругою 600 В за допомогою токоприймача бугельного типу. Другим провідником в ланцюзі «тягова підстанція — трамвайний вагон» є рейка. Для придушення іскріння, що створює перешкоди радіоприйому, вагон серії Х оснащувався радіореактором, який встановлювався на даху вагона перед бугельним струмоприймачем.
Електрична частина вагона серії Х включала два тягових двигуна, пускогальмові опори, ручний контролер безпосереднього керування для комутації силових електричних кіл вагона. При рушанні з місця пускогальмові опори включалися послідовно з двигунами, а в міру набору швидкості вони починали східчасто виводитися. У режимі постійної швидкості схема підключення змінювалася на паралельну, а при необхідності зниження швидкості контролер відключав двигуни від контактної мережі. Спочатку вагони серії Х комплектувалися двома тяговими двигунами ДМ-1А потужністью 52,3 кВт; згодом їх замінили на досконалішу модель ДТІ-60 потужністю 55 кВт. Управління двигунами здійснювалося контролером ДК-5 барабанного типу. У післявоєнний час контролери на частині вагонів замінили на нові кулачкові  МТ-1.
Допоміжне електрообладнання включає в себе ланцюги зовнішнього та внутрішнього освітлення, а також маршрутних вогнів та електродзвінкової сигналізації. Всі ці ланцюги є високовольтними, споживачі електроенергії в них включені послідовно, щоб падіння напруги на кожному з них не перевищувало номіналів. Для одиночних пристроїв, таких як електродзвінок, застосовувалося підключення до напруги 600 через обмежувальні опори.
Маршрутні вогні. Довгий час дорожні стрілки переводилися ломом іноді вагоновожатим, а частіше стрілочником (стрілочним сторожем). Робити це було важливо без зупинки трамвая перед стрілкою. Нагорі мотор-вагона з боків маршрутної таблички були два ліхтарики, комбінацією кольорів вогнів було закодовано номер маршруту, що допомагало при поганій видимості. Крім того, ці ліхтарі в задній частині мали відкритий зріз для освітлення маршрутної таблички.

## Причіпний вагон М
Штатним причіпним до вагону Х був уніфікований із ним вагон серії М, що випускався тими самими заводами. Його кузов конструктивно був аналогічний кузову вагона Х, але відрізнявся розмірами (довжина кузова становила 9800 мм, ширина зовні - 2258 мм) і рядом елементів. Довжина вагона по буферах дорівнювала 10550 мм, висота від голівки рейки до верху даху - 3256 мм, база вагона - 3400 мм, маса без пасажирів - 7,2 т. Число сидячих місць спочатку становило 24 (у салоні були поздовжні лави).
У причіпних вагонів випуску після 1934 р. були відсутні перегородки між салоном та майданчиками; на цих вагонах застосовувалися поперечно розташовані одномісні сидіння, проте на краях салону були двомісні сидіння, розташовані поздовжньо. Загальна кількість сидячих місць стала становити 20 (у ряді джерел зазначено 19; мабуть, це пояснюється тим, що одне місце було кондукторським). Кількість пасажирів при такому плануванні салону (при наповненні 8 чол./м2) дорівнювала 95.
Ходова частина вагона була виконана безвізковою — з вільними осями (величина зазорів між буксовими наличниками і буксовими напрямними, а також певна рухливість ресорного підвішування дозволяли колісним парам дещо переміщатися вздовж і поперек щодо колій, займаючи дотичне до кривої положення). Ресорне підвішування — подвійне, складалося з чотирьох 11-листових надбуксових напівеліптичних ресор і восьми циліндричних пружин. Кузов за допомогою кронштейнів та шайб спирався на циліндричні пружини, які, у свою чергу, за допомогою шайб, шпинтонів та серег підвішувалися до вушок корінних листів напівеліптичних ресор. З'єднання шпинтонів з сергами та серег з вушками ресор проводилося за допомогою валиків з гайками та роликів.
Діаметр коліс становив 760 мм. Вагон мав дискове кліщове гальмо з пневматичним (прямодіючим) і ручним приводом; гальмівний диск складався з двох половин, що з'єднуються болтами, та кріпився на середній частині осі колісної пари за допомогою шпонки; гальмівні колодки виконувались з бакеліта. Ручний привід гальма застосовувався у вагонах ранніх випусків, стовпчик ручного гальма встановлювався на задньому майданчику.
Будучи причіпним, вагон мав електрообладнання лише допоміжне (освітлення, а також ланцюг сигналізації водієві ); електричне з'єднання з моторним вагоном здійснювалося гнучким міжвагонним кабелем.
У вагонах серії Х та М використання електродзвінка для зв'язку кондуктора з водієм на практиці не було (м. Іваново). Застосовувався архаїчний спосіб із механічним дзвінком у водія. Привід - через важелі за допомогою текстильного шнура, протягнутого вздовж всього потяга (навіть за трьох вагонних зчіпок).

## Робота в містах СРСР
Трамвайні вагони серій Х і М працювали у всіх містах СРСР, де станом на 1 січня 1939 був трамвайний рух. У новостворених у 1930—1941 роках трамвайних господарствах країни саме вони відкривали рух, наприклад, в Мінську, Дзержинську. Вагони відрізнялися невибагливим характером, високою ремонтопридатністю та непоганою надійністю. Були в них і слабкі місця — за результатами експлуатації виявилося велике розгойдування причіпних вагонів; в умовах напруженої експлуатації у великих містах у вагонних візках з'являлися тріщини, відбувалися злами їх консольних частин.
Варто відзначити особливості експлуатації вагонів Х та М у деяких містах СРСР. У Москві експлуатувалися лише причіпні вагони у складі поїздів з моторними вагонами серій Ф, БФ та КМ. Трамваї Х і М, що надійшли в Ленінград, потрапили в різні парки і, як наслідок, ніколи не експлуатувалися в складі одного поїзда. Крім того, у трамвайному господарстві Ленінграда склалася своя, відмінна від загальносоюзної, класифікація рухомого складу. Так вагони серії Х в Ленінграді позначалися як МХ, а серії М — як ПМ. Через зазначені вище недоліки в 1937-1938 роках. всі моторні вагони МХ були перероблені в причіпні і одержали позначення ПХ. У Горькому вагони серії Х експлуатувалися як зі штатними причепами серії М, так і з самостійно зробленими у вагоноремонтних майстернях причепами власної конструкції серії П. У ряді міст, наприклад, Харкові, моторний вагон серії Х експлуатувався з двома причіпними вагонами типу М. Потужність тягових двигунів моторного вагона цілком дозволяла таке використання, але при цьому особливу увагу потрібно приділяти найбільш навантаженим консольним частинам вагонів і безпеки руху. Також гідно згадки одне з найбільш ранніх починань харків'ян в організації «фірмового» рухомого складу в 1933 році. У моторного вагона серії Х і причіпного вагона серії М стандартні перебірки між салонами замінили на арки з нікельованими стійками, в салоні встановили м'які сидіння диванного типу, дзеркала та годинник, робоче місце водія відділили завісою. Потяг отримав назву «Барін».
Під час Великої Вітчизняної війни частина стандартних вагонів була зруйнована в ході бойових дій, частина розграбована. У тилових містах через брак автотранспорту або палива для нього вагони серії Х перероблялися в вантажні або санітарні.
Після війни було налагоджено випуск досконаліших за конструкцією трамвайних вагонів, але довоєнні Х і М продовжували працювати. У 1952 році був розроблений проект типової модернізації стандартних вагонів, що включає їх переробку в односторонні і утеплення майданчиків. У вагонах, що підлягають модернізації, закладалися дверні отвори лівого борту, знімався задній пост управління, робоче місце водія відділялося від салону і переднього майданчика переділкою. Також замінювався барабанний контролер на вдосконалену модель кулачкового типу МТ-1, встановлювалися пневмоприводи дверей і пневматичний склоочисник. У ряді міст, наприклад, Горькому, модернізація була частковою - вагон Х робили одностороннім, але переділки, склоочисник і пневмоприводи дверей не встановлювалися. Натомість фару з заднього краю вагона переносили вперед. У 1955 році в Ленінграді (пізніше й у Горькому) освоїли випуск нових візків для вагонів серії Х, на їх основі у низці міст будували трамваї інших серій.
У міру надходження більш сучасних трамваїв вагони серії Х і М стали перероблятися в службові та спеціальні, а потім взагалі списуватися. Останні стандартні вагони були відставлені від роботи на початку 1970-х років, хоча їх технічний стан ще дозволяв подальшу роботу. Однак у керівництві галузі взяли гору погляди про моральну застарілість двовісних вагонів (що було справедливо лише частково, в основному для напружених ліній великих міст) і незабаром була в масовому порядку припинена експлуатація не тільки поїздів Х/М, але і пізніших КТМ/КТП-1 та КТМ/КТП-2. Радянські трамвайні господарства, що продовжували експлуатацію двовісних вагонів, стали винятками, хоча певна перспектива цього типу рухомого складу існує досі.

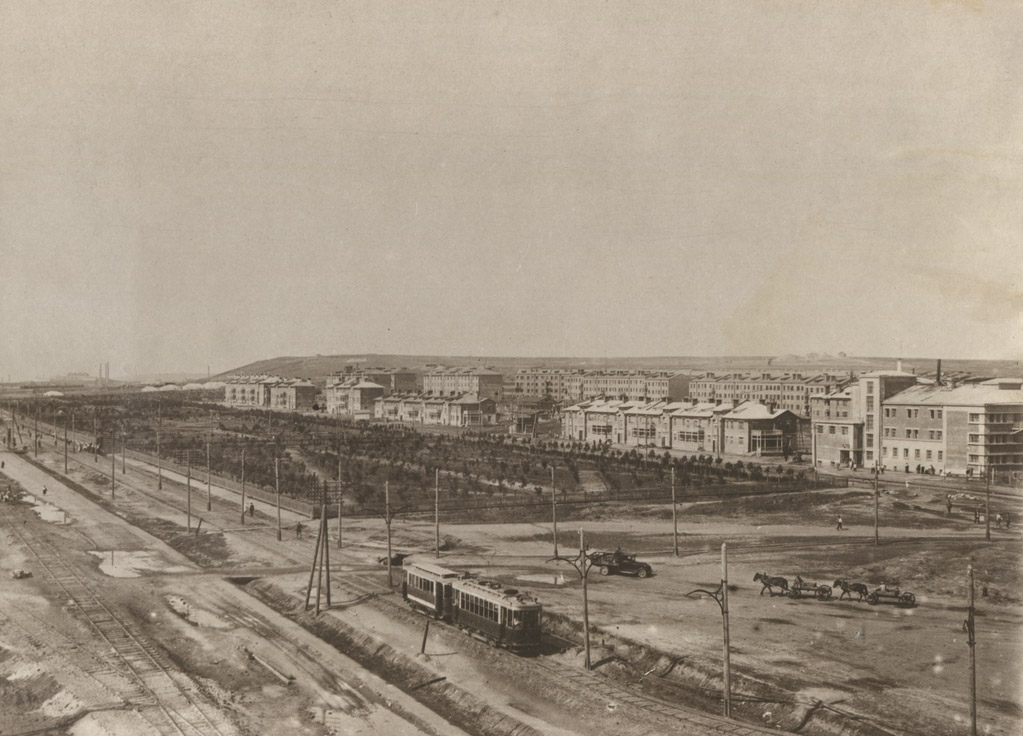
Сталінград 1930-ті роки.
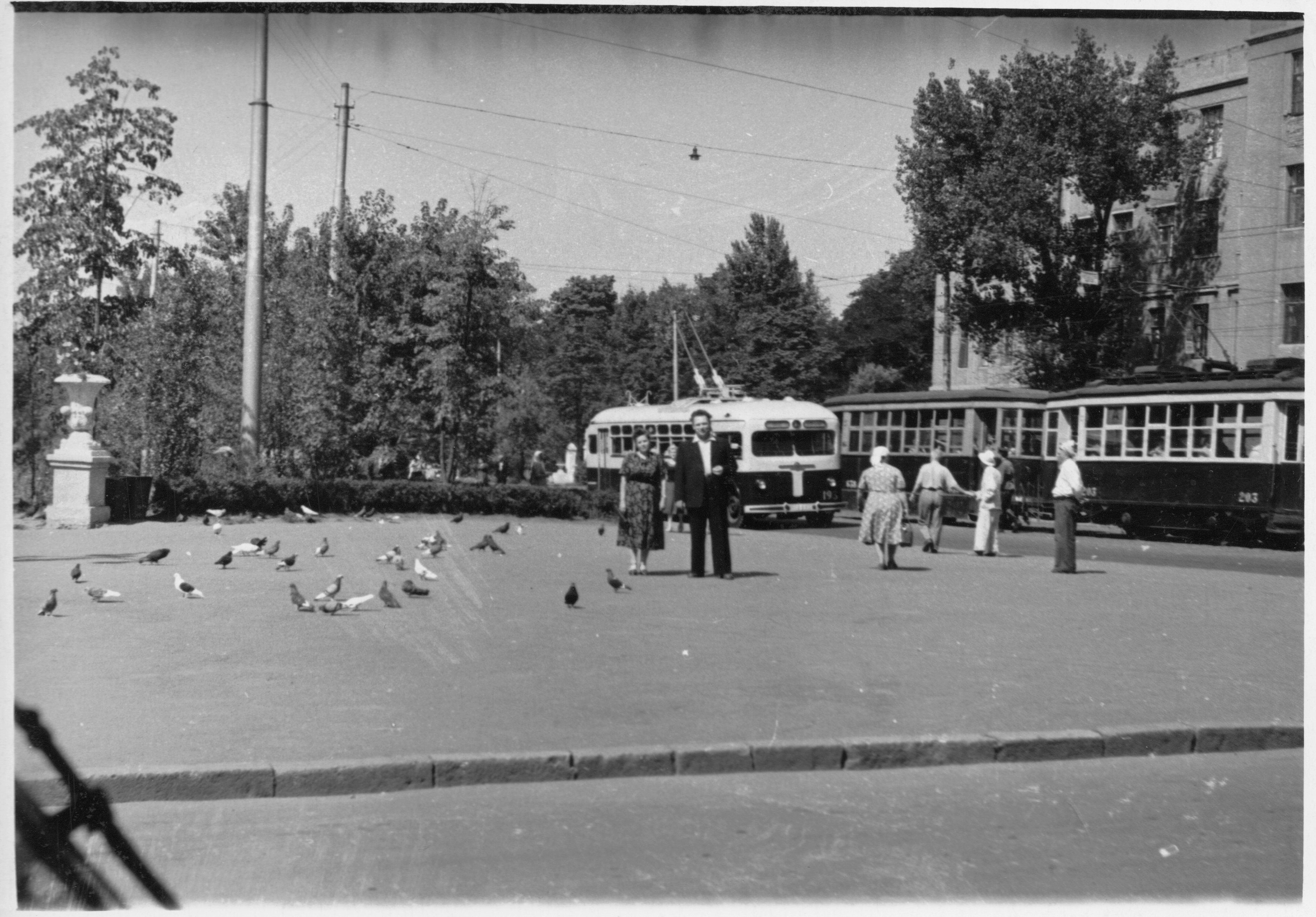
Харків 1950-ті роки.

## Оцінка проекту
Вагони серій Х і М за розмірами та зовнішнім виглядом мало відрізнялися від вагонів колишніх типів. Важливим нововведенням було застосування сталевого каркаса кузова (замість дерев'яного каркаса на сталевій рамі, що використовувався на дореволюційних вагонах і на вагонах, що випускалися в 1920-х роках БФ), що дозволило підвищити міцність та довговічність конструкції. Також необхідно відзначити застосування на причіпних вагонах дискового гальма з бакелітовими колодками - таке гальмо має суттєві переваги перед колісно-колодковим: зменшується знос бандажів коліс; гальмівні колодки мають більший термін служби; гальмівна система вагона простіша і має меншу вагу; коефіцієнт тертя між колодками та диском не залежить від стану рейок; зазор між колодками та диском не змінюється від просідання кузова вагона під навантаженням.
Порівняно з дореволюційними трамваями зникла зовнішня химерність (наприклад, фігурні прикраси, цировки), але всі основні передові нововведення, спрямовані на полегшення праці вагоновожатого та підвищення безпеки руху (скляні майданчики, пневматичне гальмо) були збережені. Однак вагон серії Х з сучасної точки зору, як і раніше, в багатьох відношеннях був архаїчним і незручним — вожатий працював стоячи, були відсутні система опалення салону і повний контроль над дверима (навіть за наявності важеля їх можна було відтиснути, за відсутності ж вони відкривалися і закривалися пасажирами). Останнє не раз призводило до нещасних випадків, коли пасажири або вистрибували з вагона на ходу (найчастіше підлітки), або ударялися об стовпи, кути будівель, таких же пасажирів зустрічного вагона, повиснувши на вхідних поручнях підніжок за умов позамежного навантаження вагона (найчастіше у воєнний час). Відсутність відгородженої кабіни призводила до того, що при тисняві і штовханині вагоновожатий відчував ті ж відчуття, що й звичайний пасажир, що більш ніж негативно позначалося на його стомлюваності, моральному і фізичному стані.
Зважаючи на наявність безпосередньої системи управління тяговими електродвигунами вагона та значної частки дерева у конструкції вагона електробезпека та пожежобезпечність за сучасними мірками можуть бути розцінені як незадовільні, але для того часу це було прийнятною нормою. Практично всі двовісні трамваї світу, випущені в 1920-х роках, конструктивно мало чим відрізнялися від вагона серії Х.
З погляду пасажира вагони серій Х і М були більшою мірою незручними - жорсткі сидіння, вузькі двері, невеликі майданчики. За відсутності обігріву салону переділки із засувними дверима між салоном та майданчиками допомагали зберегти тепло, але знижували і без того невисоку швидкість посадки-висадки пасажирів. У пізній модифікації з скасованими перебираннями вагон продувався наскрізь і взимку в ньому була практично та ж температура, що і на вулиці.

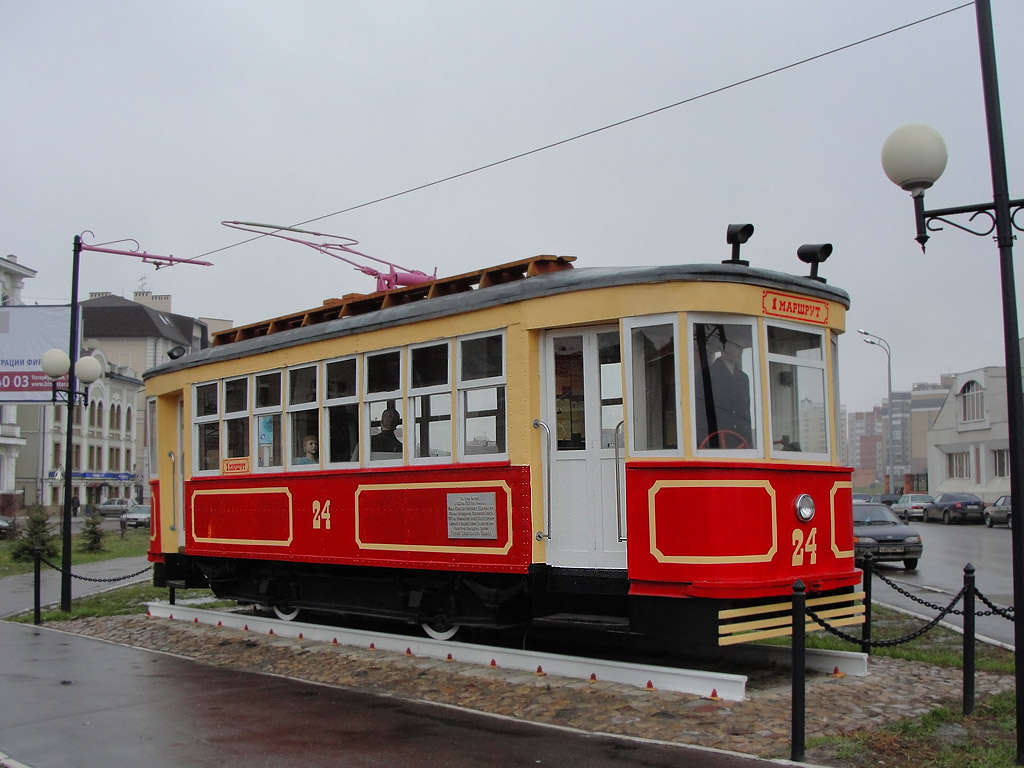
Трамвай-пам'ятник Х на Алеї Слави у Казані

## Збережені екземпляри
На сьогоднішній день збереглося 11 трамваїв, 4 з них є самохідними музейними експонатами, 6 пам'ятниками і ще 1 службовий.
У Нижегородському музеї трамваїв вагон серії Х знаходиться у справному технічному стані, але поставлений на сліпий рейковий рукав на музейному майданчику без виходу на трамвайні шляхи міської системи. Таким чином, він є самохідним, і стаціонарним експонатом одночасно. Нижегородський музейний трамвай серії Х перед поставленням на музейний майданчик в 1986, 1996, 2004 та 2005 ріках брав участь у трамвайних парадах, присвячених 90-річному та 100-річному ювілеям трамвая, Дню міста та 60-х роковин Дня Перемоги.

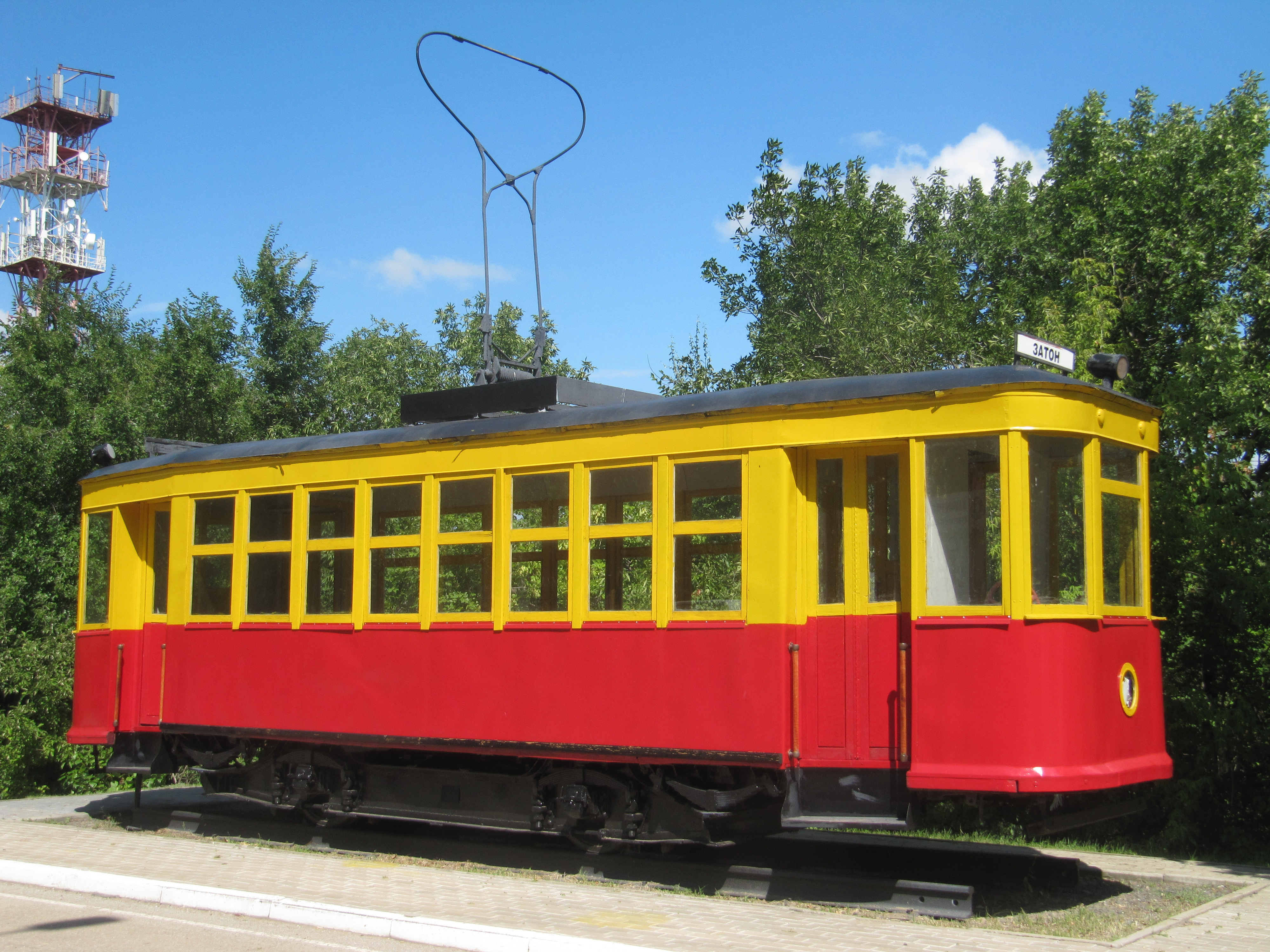
Трамвай, Парк Перемоги в Саратові

У Саратові знаходяться 2 трамваї серії Х: Трамвай-пам'ятник знаходиться в Парку Перемоги у Саратові (експозиція Музею бойової та трудової слави), і відновлений до ходового стану другий вагон №1. Сам трамвай випускається на святковий маршрут у День Міста. Музейний вагон серії Х є в Єкатеринбурзі). Також у Єкатеринбурзі знаходиться службовий трамвай типу Х.
У Дзержинську відновлено ретровагон до ходового стану. У Тулі також є вагон серії Х, на ходу, виходить на лінію в День міста і під час відкриття відремонтованих ділянок.

Також відновлений трамвай-пам'ятник серії Х можна побачити в Краснодарі на території трамвайного депо і ходовий в Барнаул у різні свята, серед них «Музейну ніч» і День Міста. 

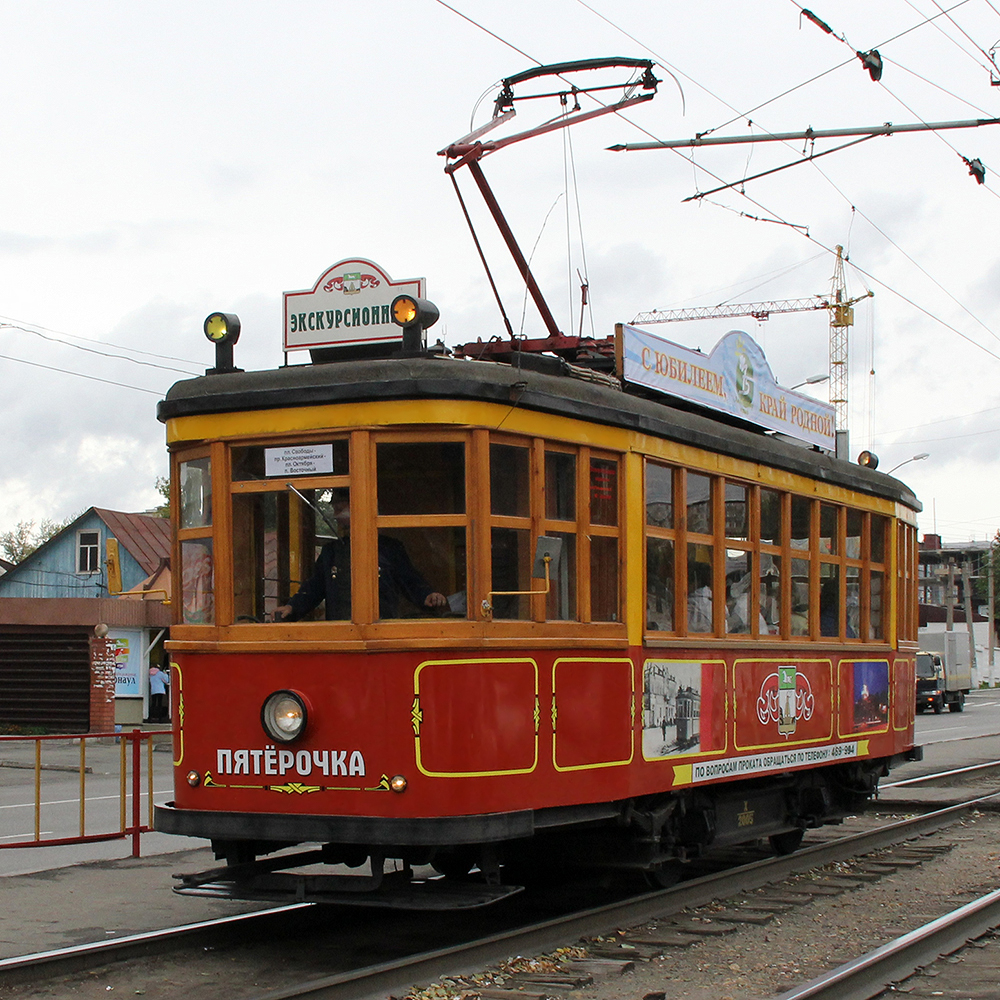
Вагон Х у Барнаулі в день 75-річчя Алтайського краю

У Вітебську трамвай типу Х, який раніше був службовим вагоном, встановлений на території трамвайного депо в 2008 році.
У Казані у 2010 році вагон Х №24 після реставрації встановлено біля будівлі МУП «Метроелектротранс». На ньому в 1930-ті роки вагоновожатим працював Герой Радянського Союзу Іван Кабушкін.
Харків. Вагон серії Х наново збудований за оригінальними кресленнями у 2006 році з нагоди святкування 100-річчя харківського трамвая. Використовується як екскурсійний та для трамвайних парадів. Знімався в телесеріалі «Ліквідація» (в Україні заборонений), в фільмах «Сонячний удар» (заборонений) і «Дау». Пошкоджений (на щастя, незначно) внаслідок обстрілів російськими загарбниками Салтівського трамвайного депо у 2022 році.